# Ordre d'enllaç
L'ordre d'enllaç és el nombre d'enllaços químics existents entre un parell d'àtoms. Per exemple, en el nitrogen molecular, N≡N, l'ordre d'enllaç és 3, en l'acetilè, H-C≡C-H, l'ordre d'enllaç entre els dos àtoms de carboni és 3 i l'ordre d'enllaç C-H és 1. L'ordre d'enllaç dona una indicació de l'estabilitat de l'enllaç. No cal que sigui un nombre enter, per exemple en la molècula de benzè,on els orbitals moleculars deslocalitzats contenen 6 electrons pi sobre els sis àtoms de carboni, constituient essencialment mig enllaç pi. Junt amb l'enllaç sigma, l'ordre d'enllaç és 1,5.
En la Teoria dels enllaços orbitals moleculars, l'ordre d'enllaç entre dos àtoms es defineix com la semidiferència entre el nombre d'electrons enllaçants i el nombre d'electrons antienllaçants. L'ordre d'enllaç també és un índex de la força d'enllaç i es fa servir extensivament en la teoria de l'enllaç de valència.
{\displaystyle O.E.={\frac {{\text{nombre d'electrons enllaçants}}-{\text{nombre d'electrons antienllaçants}}}{2}}}
Per exemple, el concepte d'ordre d'enllaç es fa servir en el potencial de l'ordre d'enllaç en dinàmica molecular.
La magnitud de l'ordre d'enllaç està associada amb la longitud de l'enllaç. Segons Pauling, l'ordre d'enllaç es descriu experimentalment per:
{\displaystyle s_{ij}=e^{\left[{\frac {R_{ij}+d_{ij}}{b}}\right]}}
On {\displaystyle R_{ij}} és la longitud d'enllaç mesurada experimentalment, {\displaystyle d_{ij}} és la longitud de l'enllaç simple, i b és una constant que depèn dels àtoms. Una bona aproximació per a b sol ser 0,37.